# Agden
Agden is een civil parish in het bestuurlijke gebied Cheshire East, in het Engelse graafschap Cheshire met 143 inwoners.